# Eurobbligazione
Un'eurobbligazione è un'obbligazione emessa in un Paese diverso da quello del debitore e denominata in una valuta diversa da quella del Paese di collocamento del titolo - ad esempio, un titolo collocato su Londra da una società statunitense e denominato in dollari o euro. Le eurobbligazioni assumono nomi diversi a seconda della valuta in cui sono emesse - ad esempio un'obbligazione emessa in yen è denominata obbligazione in euroyen, mentre una emessa in dollari è detta obbligazione in eurodollari.

## Descrizione
La maggior parte delle eurobbligazioni sono di forma elettronica piuttosto che fisica. Vengono detenute e scambiate attraverso un sistema di compensazione; i più comuni sono Euroclear e Clearstream. Le cedole sono pagate al detentore elettronicamente.
I primi eurobond europei sono stati emessi nel 1963 dalla società Autostrade per l'Italia; l'importo era di quindici milioni di dollari di prestito per sei anni ed è stata organizzata dai banchieri di Londra S. G. Warburg & Co.

## Eurobond come obbligazione nella zona euro
Il termine inglese per le eurobbligazioni è eurobond. La coincidenza terminologica non deve creare confusione con gli eurobond (o E-bond, in italiano E-obbligazione - termini proposti, tra gli altri, dal presidente dell'Eurogruppo Jean-Claude Juncker e dall'ex-Ministro dell'economia e delle finanze italiano Giulio Tremonti), con cui, nel contesto della crisi del debito sovrano dell'area monetaria dell'euro, nell'estate 2011 si indicò la proposta di creare obbligazioni del debito pubblico dei Paesi facenti parte dell'eurozona, emesse da un'apposita agenzia dell'Unione europea e garantite congiuntamente dagli stessi Paesi dell'eurozona.